# Fragmenter af en dagbog
Fragmenter af en dagbog er Paul la Cours hovedværk, hvori han gjorde status over digterens og poesiens rolle. Det må betegnes som en poetik, der havde enorm betydning i modernismens første danske fase. De tre første kapitler blev trykt i tidsskriftet Heretica og var en stor inspirationskilde for tidens unge digtere som Frank Jæger og Tage Skou-Hansen.
| Bog | Spire Denne artikel om bøger og tidsskrifter er en spire som bør udbygges. Du er velkommen til at hjælpe Wikipedia ved at udvide den. |